# Котяча акула японська
Котяча акула японська (Scyliorhinus torazame) — акула з роду Котяча акула родини Котячі акули. Інша назва «похмура котяча акула».

## Опис
Загальна довжина досягає 48-50 см. Голова широка, сплощена зверху, відносно велика, становить 1/6 довжини усього тіла. Морда округла. Очі помірно великі, мигдалеподібні, з мигальною перетинкою. За ними розташовані маленькі бризкальця. Носові клапани невеличкі. Губна борозна присутня лише на нижній губі. Рот помірно широкий, дугоподібний. Зуби дрібні, з багатьма верхівками, з яких центральна є високою і гострою, бокові — маленькі. У неї 5 пар вузьких зябрових щілин, дві останні пари розташовані над грудними плавцями. Тулуб стрункий, щільний, твердий. Луска велика з 3 гострими зубчиками, тому шкіра здається грубою на дотик. Грудні плавці великі, широкі, з закругленими кінчиками. Має 2 спинних плавця, з яких передній більше за задній та має більш округлі форми. Передній спинний плавець розташовано навпроти кінця черевних плавців, задній — кінця анального плавця. Черевні та анальний плавець широкі, низькі. Птеригоподії (класпери) — статеві органи самців на черевних плавцях мають форму декількох гачків. Хвостовий плавець вузький, гетероцеркальний.
Забарвлення спини коричневе. на спині, боках, плавцях розкидані 6-9 великих темних сідлоподібних плям з розмитими краями. У дорослих особин з'являються контрастні світлі та темні плями різних розмірів та форм, що надає акулі строкатість. Черево жовтуватого кольору.

## Спосіб життя
Тримається на глибинах до 320 м, на континентальних схилах та континентальному шельфі. Воліє до рифових утворень. Не здійснює сезонних міграцій. Полює біля дна, є бентофагом. Живиться молюсками, ракоподібними, дрібними костистими рибами, морськими черв'яками.

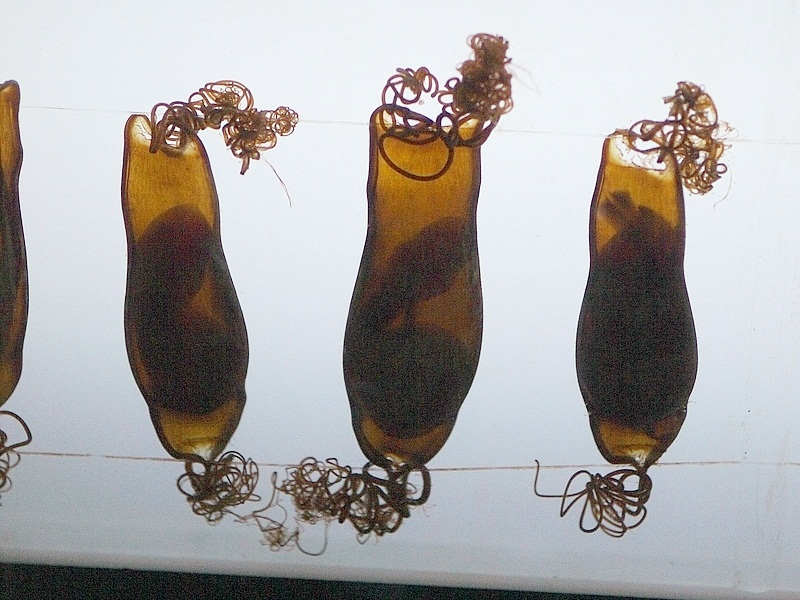
Яйця японської котячої акули

Статева зрілість у самців настає при розмірах 41—48 см, самиць — 38-41 см під час парування самець кусає самицю за плавці та в область зябрових щілин, після чого обвиває її та вводить класпер до клоаки. Парування триває від 25 сек. до 4 хвилин. Це яйцекладна акула. Самиця відкладає 2 яйця у вигляді вазоподібних капсул жовтувато-коричневого кольору завдовжки 5-6 см та завширшки 1,9 см. В кутах розташовані 4 вусика, якими чіпляється до водоростей або рифів чи каміння. Період інкубації залежить від температури: в теплій триває 7—9 місяців, в холодній — 15. Народжені акуленята становлять 8-9 см завдовжки.
Тривалість життя 12 років.
Не є об'єктом промислового вилову. Зазвичай ловиться для тримання в акваріумах, оскільки легко пристосовується до неволі, де навіть розмножується.

## Розповсюдження
Мешкає біля узбережжя Японії, Корейського півострова, Тайваню, західного берегу Китаю.